# Хрушковець
Хрушковець (хорв. Hruškovec) — населений пункт у Хорватії, в Загребській жупанії у складі громади Раковець.

## Населення
Населення за даними перепису 2011 року становило 80 осіб.
Динаміка чисельності населення поселення:

## Клімат
Середня річна температура становить 10,51 °C, середня максимальна – 25,06 °C, а середня мінімальна – -6,26 °C. Середня річна кількість опадів – 842 мм.
| Клімат поселення                              | Клімат поселення | Клімат поселення | Клімат поселення | Клімат поселення | Клімат поселення | Клімат поселення | Клімат поселення | Клімат поселення | Клімат поселення | Клімат поселення | Клімат поселення | Клімат поселення | Клімат поселення |
| Показник                                      | Січ.             | Лют.             | Бер.             | Квіт.            | Трав.            | Черв.            | Лип.             | Серп.            | Вер.             | Жовт.            | Лист.            | Груд.            |                  |
| Середній максимум, °C                         | 5,98             | 8,07             | 12,59            | 16,78            | 21,75            | 25,06            | 24,41            | 23,74            | 19,76            | 14,59            | 8,86             | 5,00             |                  |
| Середня температура, °C                       | −0,14            | 1,97             | 6,46             | 10,66            | 15,63            | 18,94            | 20,44            | 19,79            | 15,81            | 10,64            | 4,90             | 1,01             |                  |
| Середній мінімум, °C                          | −6,26            | −4,16            | 0,34             | 4,55             | 9,51             | 12,83            | 16,48            | 15,83            | 11,86            | 6,69             | 0,95             | −2,94            |                  |
| Норма опадів, мм                              | 46               | 45               | 54               | 65               | 74               | 94               | 78               | 83               | 78               | 81               | 83               | 61               |                  |
| Середньомісячна швидкість вітру, м/с          | 1.91             | 2.13             | 2.50             | 2.40             | 2.28             | 2.01             | 2.00             | 1.80             | 1.80             | 1.90             | 2.00             | 1.97             |                  |
| Середньомісячна сонячна радіація, кДж/м²·день | 4065             | 6864             | 10561            | 14939            | 19180            | 21053            | 21911            | 19054            | 14178            | 8669             | 4523             | 3291             |                  |
| --------------------------------------------- | ---------------- | ---------------- | ---------------- | ---------------- | ---------------- | ---------------- | ---------------- | ---------------- | ---------------- | ---------------- | ---------------- | ---------------- | ---------------- |
| Джерело:                                      |                  |                  |                  |                  |                  |                  |                  |                  |                  |                  |                  |                  |                  |